# تي في دش
تي في دش: هي أكبر شركة في الهند تعمل في مجال البث المباشر بواسطة الأقمار الأصطناعية المباشر إلى مشغل المنزل (DTH) التلفزيونية باستخدام تكنولوجيا الضغط الرقمي بواسطة MPEG 4 DVB S2 و MPEG 2. وتعتبر جزء من شركة زي للمشاريع الترفيهية. كانت تحتل المرتبة رقم 437 ورقم 5 على قائمة شركات الإعلام في قائمة فورتشن الهندية ضمن أكبر 500 شركة في الهند في عام 2011. كما صنف صحن تلفزيون الشركة على أنه الأكثر ثقة في الهند وفقا لتقرير براند لقياس المنتج عام 2014 حسب دراسة أجرتها أبحاث الثقة الاستشارية. في 30 سبتمبر عام 2016 كان للشركة حوالي 15.1 مليون مشترك.

## وصلات خارجية
- Dish TV